# Antofalla (Catamarca)
A Antofalla é uma vila e município na Província de Catamarca, no noroeste da Argentina. Localizada na base do vulcão com o mesmo nome, o vulcão Antofalla. Em dezembro de 2008 possuía 35 habitantes.